# Archivio di Stato del Cantone Ticino
L'Archivio di Stato del Cantone Ticino (ASTi) è l'archivio pubblico del Canton Ticino che forma, gestisce e preserva la memoria storica del cantone ed è collocato all'interno di Palazzo Franscini a Bellinzona.

## Patrimonio
Il patrimonio dell'Archivio di Stato del Cantone Ticino si concentra sulla storia del Cantone Ticino e comprende fondi documentari, fotografici, mappe catastali, pergamene e opere musicali. L'archivio ha inoltre una sua biblioteca e un'emeroteca. 
Tra i fondi fotografici vi sono i fondi dei fotografi Schiefer, Holländer, Büchi, Monotti, Giosanna Crivelli (1949-2017). Nel 2018 viene acquisito il fondo fotografico del "Giornale del Popolo" (documentazione prodotta dagli anni Cinquanta al 2018).

## Organizzazione
Il funzionamento dell'archivio è regolato dalla Legge sull'archiviazione e sugli archivi pubblici del 15 marzo 2011 (LArch) e dal suo regolamento di applicazione (RLArch).
| Direttore           | Periodo   |
| ------------------- | --------- |
| Andrea Ghiringhelli | 1986-2013 |
| Marco Poncioni      | 2013-2023 |

## Servizi
L'archivio gestisce e preserva il suo patrimonio e in base alla legge sulla protezione dei beni culturali preserva il deposito delle pubblicazioni edite o stampate del Cantone Ticino. Si occupa inoltre di ricerca, produce pubblicazioni ed esposizioni e collabora con altre istituzioni.